# El Garbanzo, Sinaloa
El Garbanzo är en ort i Mexiko.   Den ligger i kommunen Sinaloa och delstaten Sinaloa, i den västra delen av landet, 1 200 km nordväst om huvudstaden Mexico City. El Garbanzo ligger 72 meter över havet och antalet invånare är 146.
Terrängen runt El Garbanzo är platt. Runt El Garbanzo är det glesbefolkat, med 19 invånare per kvadratkilometer. Närmaste större samhälle är La Trinidad, 17,6 km söder om El Garbanzo. Trakten runt El Garbanzo består till största delen av jordbruksmark.